# Dom Pszczelarza w Kamiannej

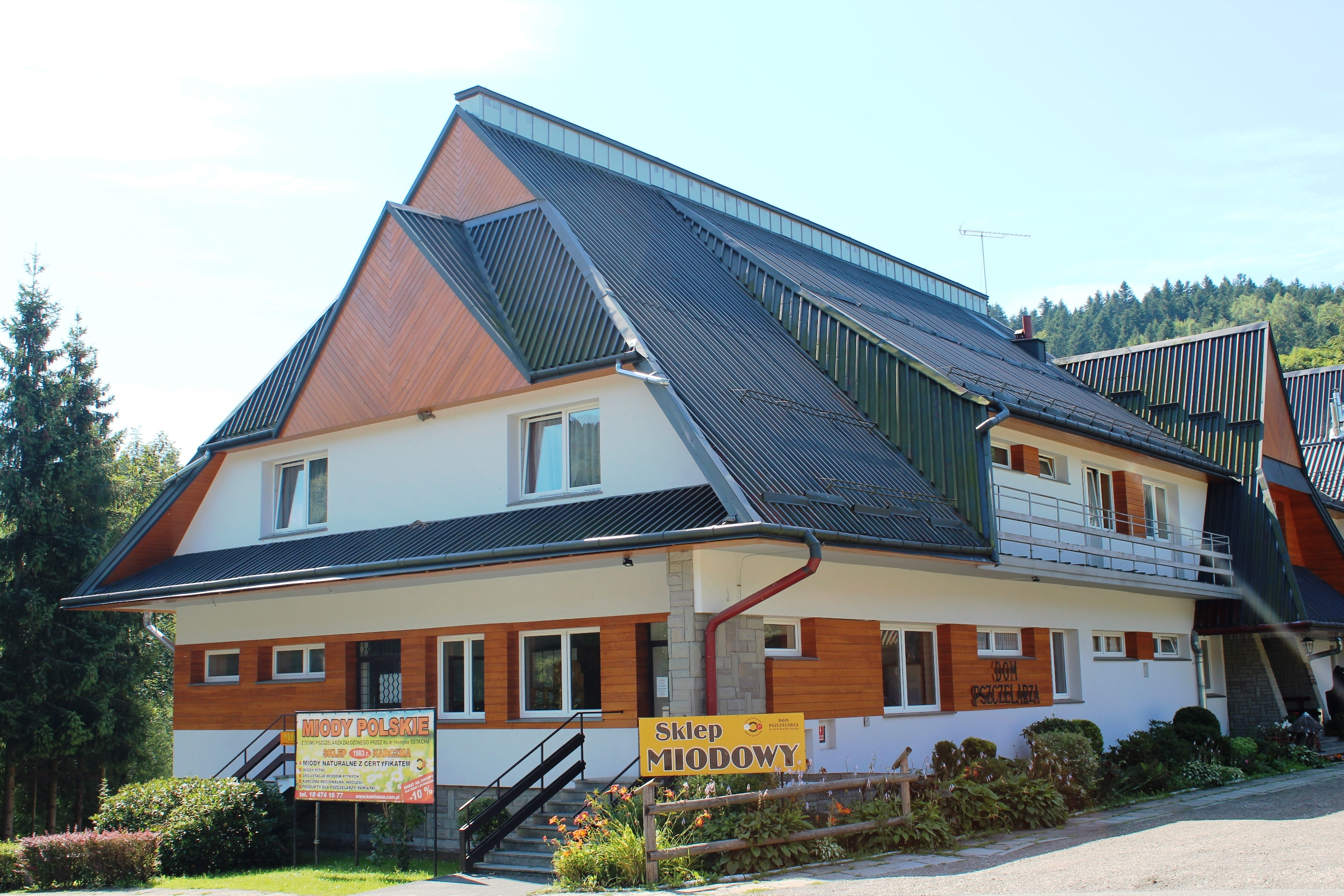
Dom Pszczelarza w Kamiannej

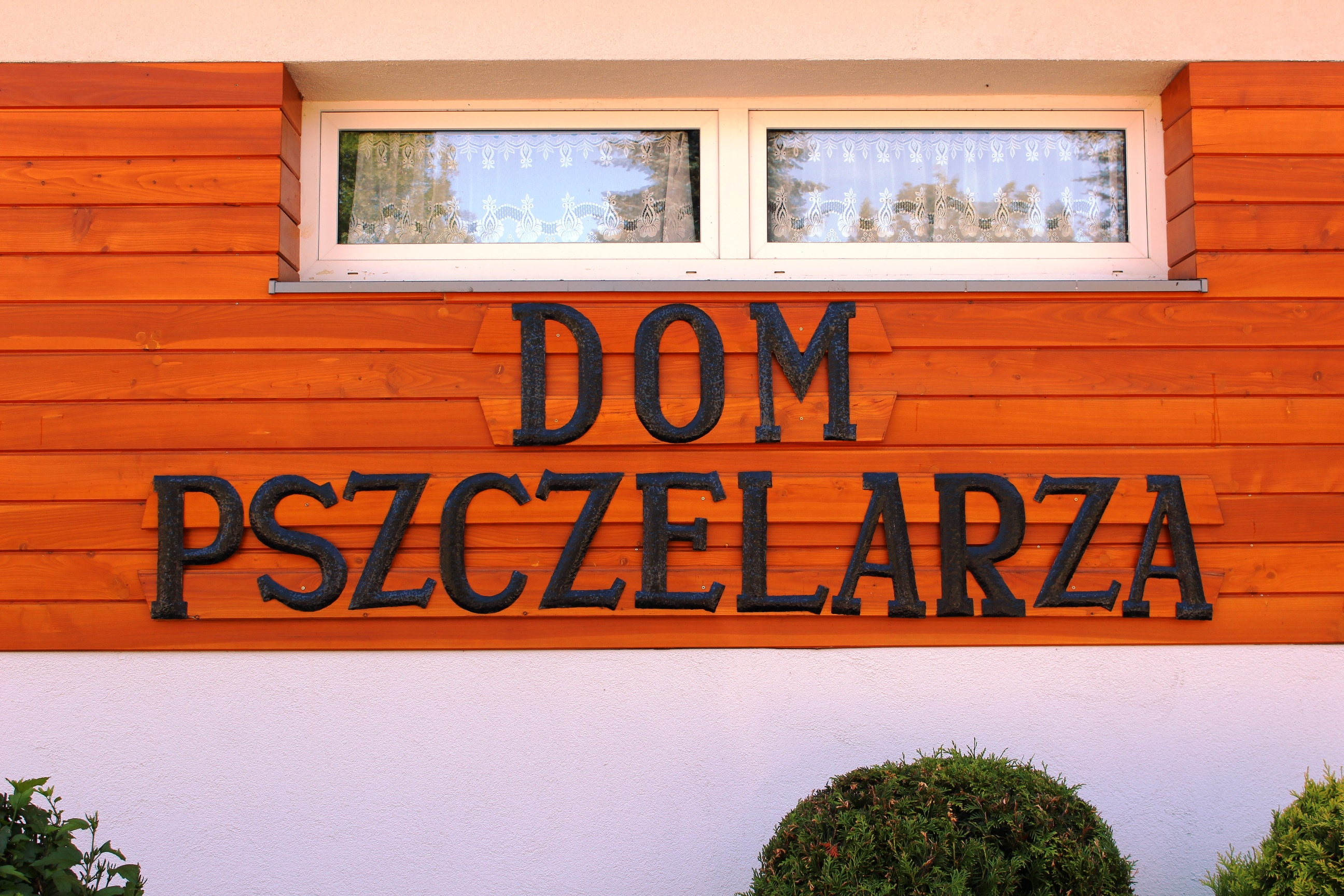
Napis na ścianie budynku

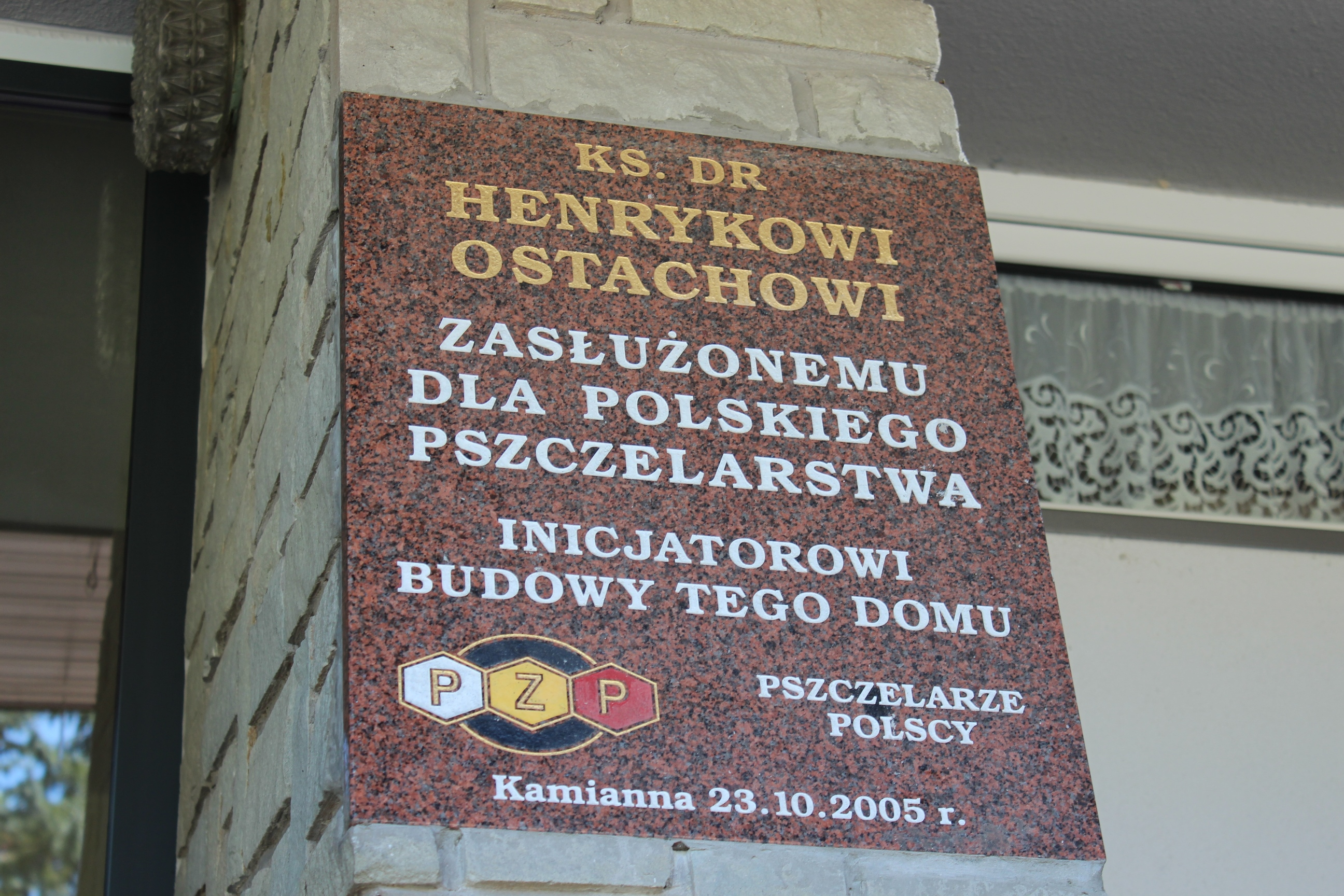
Tablica pamiątkowa poświęcona Henrykowi Ostachowi

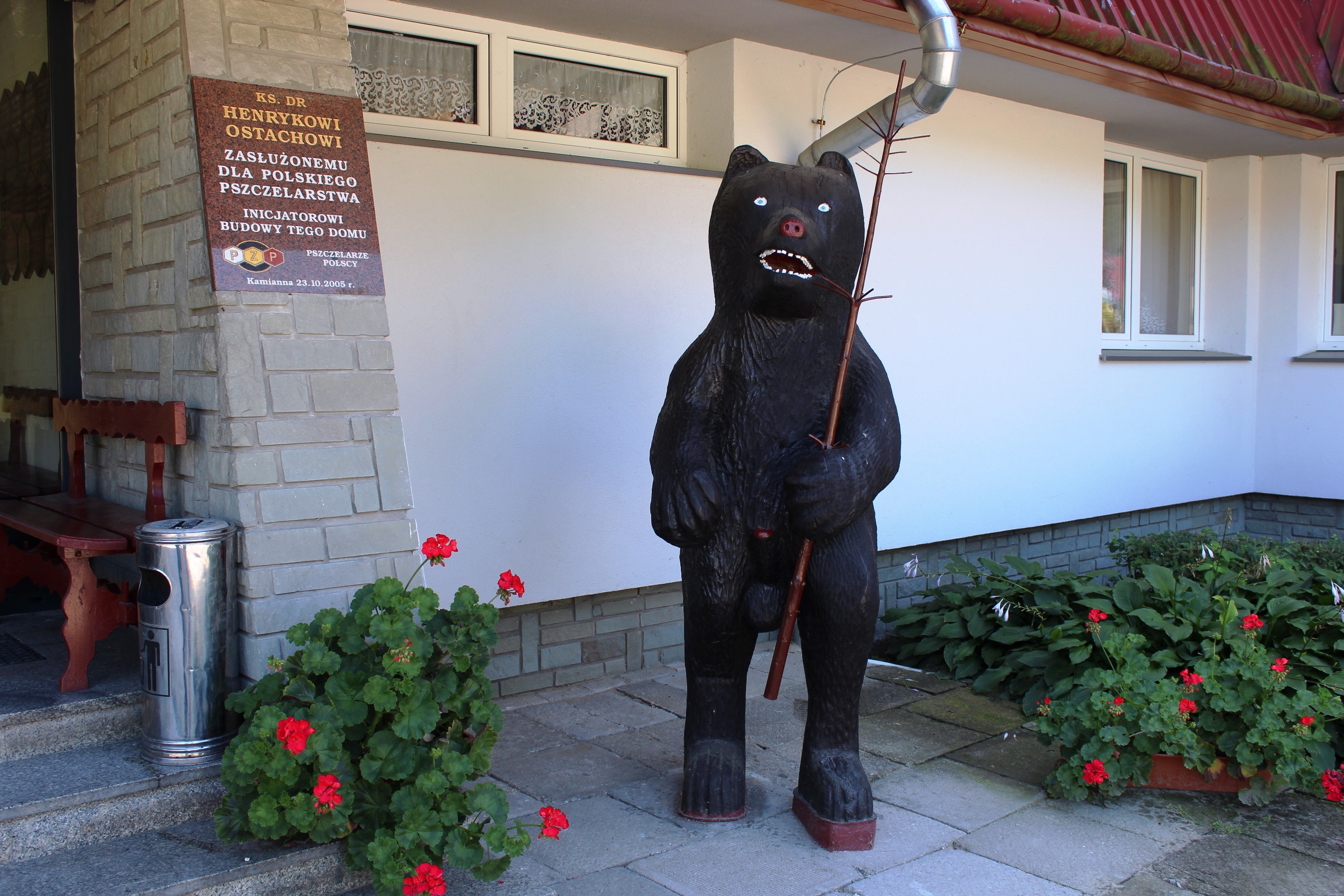
Ul figuralny w kształcie niedźwiedzia przed budynkiem

Dom Pszczelarza w Kamiannej – obiekt konferencyjno-noclegowy Polskiego Związku Pszczelarskiego w Kamiannej, znanym ośrodku pszczelarstwa (produkcja miodu i produktów pszczelich) oraz centrum apiterapii.

## Historia
W 1972 z inicjatywy ks. dr. Henryka Ostacha odbył się w Kamiannej pierwszy Sądecki Dzień Pszczelarza, na którym zrodziła się inicjatywa budowy Domu Pszczelarza. Dzięki zaangażowaniu Henryka Ostacha w ideę budowy obiektu włączyli się pszczelarze z całej Polski. Uroczyste otwarcie Domu Pszczelarza nastąpiło 2 października 1983. Projektantami budynku byli: mgr inż. arch. Zenon Trzupek oraz mgr inż. arch. Rajmund Bennesisen.
Przed budynkiem znajduje się głaz z tablicą pamiątkową upamiętniająca otwarcie obiektu. Został odsłonięty w 1987, z okazji odbywającego się w Polsce XXXI Kongresu Pszczelarskiego Międzynarodowej Organizacji Związków Pszczelarskich Apimondia.
Na prawo od głównego wejścia do budynku znajduje się kamienna tablica poświęcona Henrykowi Ostachowi ze znakiem Polskiego Związku Pszczelarskiego oraz inskrypcją:
KS. DR / HENRYKOWI OSTACHOWI / ZASŁUŻONEMU / DLA POLSKIEGO / PSZCZELARSTWA / INICJATOROWI / BUDOWY TEGO DOMU / PSZCZELARZE / POLSCY / Kamianna, 23.10.2005 r.

## Oferta
W obiekcie znajdują się 63 miejsca noclegowe – każdy pokój wyposażony jest w pełny węzeł sanitarny, jadalnia, sala konferencyjna, sklep z miodami i produktami pszczelimi. W piwnicy funkcjonuje karczma m.in. z miodami pitnymi.
Dom Pszczelarza jest bazą dydaktyczną dla uczniów szkół rolniczych, studentów i pszczelarzy. Realizowane są w nim prelekcje i pokazy promocyjne dla grup turystycznych, w trakcie których prezentuje się wartości lecznicze i odżywcze miodu oraz produktów pszczelich.
W pobliżu znajduje się pasieka „Barć” im. ks. dra Henryka Ostacha oraz prywatne muzeum pszczelarstwa Emilii i Jacka Nowaków.